# Notre-Dame-du-Pé
Notre-Dame-du-Pé ist eine französische Gemeinde mit 707 Einwohnern (Stand: 1. Januar 2022) im Département Sarthe in der Region Pays de la Loire. Sie gehört zum Arrondissement La Flèche und zum Kanton Sablé-sur-Sarthe. Die Einwohner werden Pépéens und Pépéennes genannt.

## Geographie
Notre-Dame-du-Pé liegt etwa 50 Kilometer südwestlich von Le Mans in der historischen Provinz Maine. Im südlichen Gemeindegebiet entspringt das Flüsschen Rodiveau, das zum Loir entwässert. Umgeben wird Notre-Dame-du-Pé von den Nachbargemeinden Précigné im Norden, La Chapelle-d’Aligné im Osten, Durtal im Südosten sowie Morannes sur Sarthe-Daumeray im Süden und Westen.

## Bevölkerungsentwicklung
| Jahr                       | 1962 | 1968 | 1975 | 1982 | 1990 | 1999 | 2006 | 2013 | 2020 |
| Einwohner                  | 244  | 205  | 185  | 182  | 238  | 313  | 483  | 642  | 674  |
| Quellen: Cassini und INSEE |      |      |      |      |      |      |      |      |      |

## Sehenswürdigkeiten
- Kirche Notre-Dame aus dem 11./12. Jahrhundert. Zu ihrer Ausstattung gehören zahlreiche Objekte, die in der Base Palissy gelistet sind.
- Schloss La Motte aus dem 19. Jahrhundert

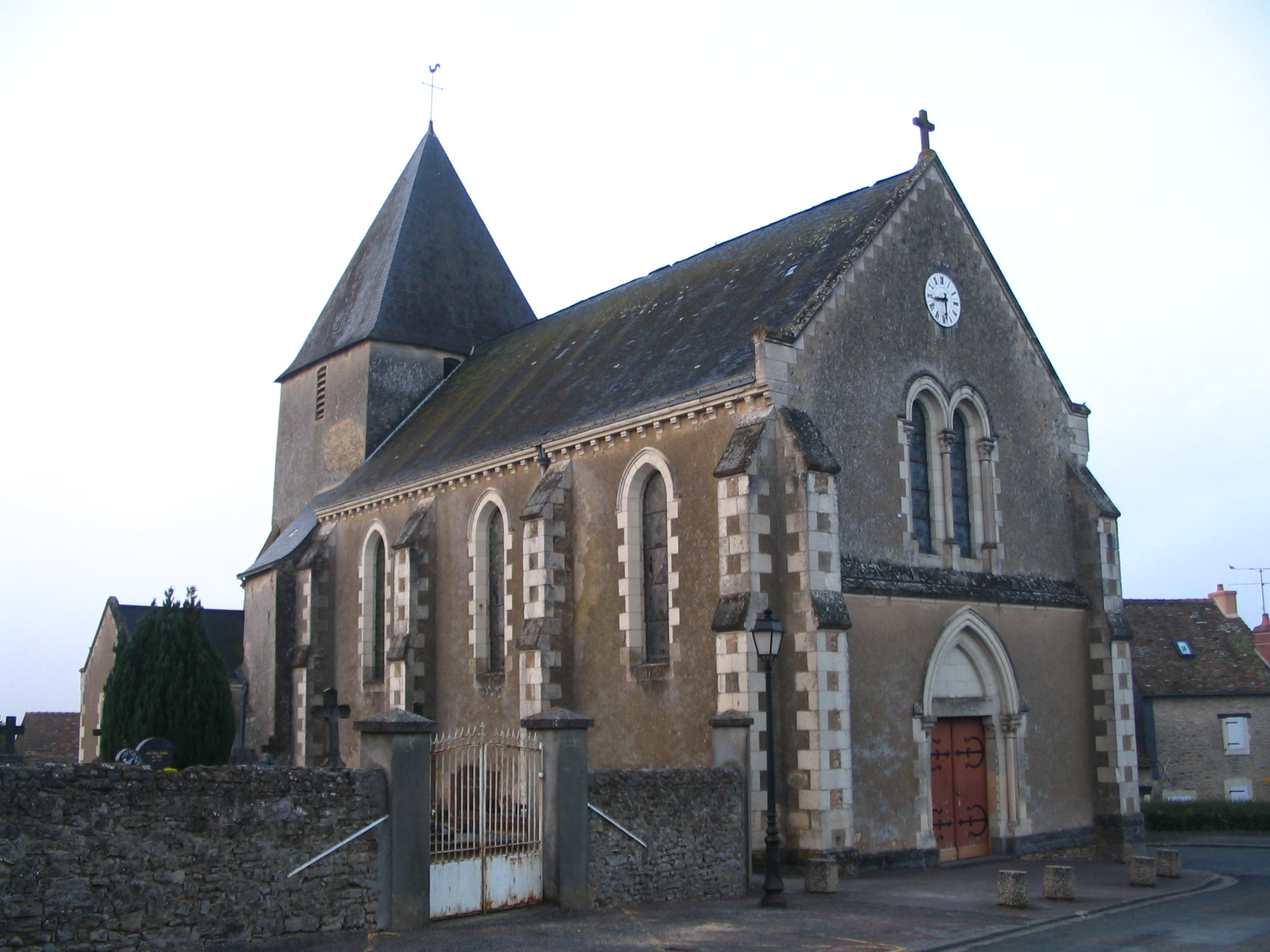
Kirche Notre-Dame